# وقفة ساوث باو

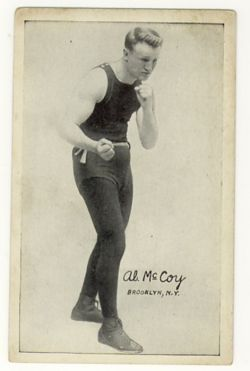
آل مكوي، بطل العالم في العقد الأول من القرن الماضي، يظهر بوقفة ساوث باو بيده اليمنى والقدم اليمنى في المقدمة

في الرياضات القتالية مثل الملاكمة، تكون وقفة ساوث باو (بالإنجليزية: Southpaw stance)‏ هي الوقفة التي يضع فيه الملاكم يده اليمنى وقدمه اليمنى في الأمام، وبالتالي يكون جانبه الأضعف أقرب إلى الخصم.